# Закони на Раул
Френският учен Франсоа Раул е формулирал два закона, отнасящи се до термодинамиката.
Първият закон на Раул се отнася за парното налягане над идеални разтвори и гласи:
Понижението на парното налягане над разтвор спрямо парното налягане над чистия разтворител е правопропорционално на молната част на разтвореното вещество.
{\displaystyle \Delta p=p_{0}-p=p_{0}.\chi }
{\displaystyle p_{0}} е парното налягане над чистия разтворител, {\displaystyle p} е парното налягане над разтвора, {\displaystyle \chi } е молната част на разтвореното вещество.
Вторият закон на Раул се отнася до температурата на кристализация на разтвори.
Понижаването на температурата на кристализация на разтвора спрямо чистия разтворител е правопропорционална на съдържанието на разтвореното вещество на единица разтворител.
{\displaystyle \Delta T=T-T_{1}=K.C_{M}}
{\displaystyle T_{1}} е температурата на кристализация на разтвора, а {\displaystyle T} – на чистия разтворител. {\displaystyle K} е криоскопската константа, а {\displaystyle C_{M}} е молалната концентрация на разтвора, изразена като моловете на разтвореното вещество в един килограм разтворител.
Законът на Бекман има аналогичен вид и се отнася до повишаването на температурата на кипене на разтвора:
{\displaystyle \Delta T=T_{1}-T=E.C_{M}}
Означенията са аналогични, като {\displaystyle E} е ебулиоскопската константа на разтворителя.